# Crosio della Valle
Crosio della Valle är en ort och kommun i provinsen Varese i regionen Lombardiet i Italien. Kommunen hade 597 invånare (2018).